# Kəpəz Peşəkar Futbol Klubu
Il Kəpəz Peşəkar Futbol Klubu è una società calcistica azera con sede nella città di Gəncə. Milita attualmente in Premyer Liqasi, la prima serie del campionato azero di calcio e gioca le proprie gare interne nello Stadio Shehar di Gəncə.
Vanta nel suo palmarès 3 titoli azeri e 4 Coppe d'Azerbaigian.

## Storia
Fondata nel 1959 con il nome di Dinamo Kirovobad, ha giocato nel 1968 nella Klasa A, la massima serie del campionato sovietico. Tra le denominazioni che ha assunto vi sono Tərəqqi, Toxucu e la più celebre Kəpəz, con la quale ha partecipato a diverse edizioni delle coppe europee. Nel 2005 la squadra è stata rinominata Gəncə e ha mantenuto questo nome fino al 31 maggio 2011, quando la dirigenza ha deciso di tornare al nome Kəpəz.

## Palmarès

### Competizioni nazionali
- Vtoraja Liga: 1

1965
- Campionato azero: 3

1994-1995, 1997-1998, 1998-1999
- Coppa d'Azerbaigian: 4

1993-1994, 1996-1997, 1997-1998, 1999-2000
- Birinci Divizionu: 1

2009-2010

### Altri piazzamenti
- Campionato azero:

Secondo posto: 1999-2000
Terzo posto: 1993-1994, 1995-1996
- Coppa d'Azerbaigian:

Semifinalista: 1993-1994, 1994-1995, 2001-2002

## Rosa 2019-2020
Aggiornata al 23 agosto 2019.
| N. |                        | Ruolo | Calciatore       |
| -- | ---------------------- | ----- | ---------------- |
| 1  | Azerbaigian (bandiera) | P     | Ali Karimov      |
| 3  | Azerbaigian (bandiera) | D     | Ismayil Mammadov |
| 4  | Azerbaigian (bandiera) | D     | Garakhan Aliyev  |
| 5  | Azerbaigian (bandiera) | D     | Novruz Mammadov  |
| 6  | Azerbaigian (bandiera) | D     | Nodar Məmmədov   |
| 7  | Azerbaigian (bandiera) | A     | Elvin Nasibov    |
| 8  | Azerbaigian (bandiera) | C     | Farid Bayramov   |
| 10 | Azerbaigian (bandiera) | C     | Ali Samadov      |
| 11 | Azerbaigian (bandiera) | C     | Elgun Orujov     |

| N. |                        | Ruolo | Calciatore          |
| -- | ---------------------- | ----- | ------------------- |
| 13 | Azerbaigian (bandiera) | D     | Shohrat Guliyev     |
| 14 | Azerbaigian (bandiera) | D     | Elvin Damirov       |
| 20 | Azerbaigian (bandiera) | D     | Kanan Allahverdiyev |
| 21 | Azerbaigian (bandiera) | C     | Eljan Rahimov       |
| 22 | Azerbaigian (bandiera) | P     | Ruzi Abdullayev     |
| 24 | Azerbaigian (bandiera) | C     | Aykhan Guluzade     |
| 27 | Azerbaigian (bandiera) | D     | Ulvi Aliyev         |
| 80 | Azerbaigian (bandiera) | C     | Sanan Hasanov       |